# Digitaliseringsbord

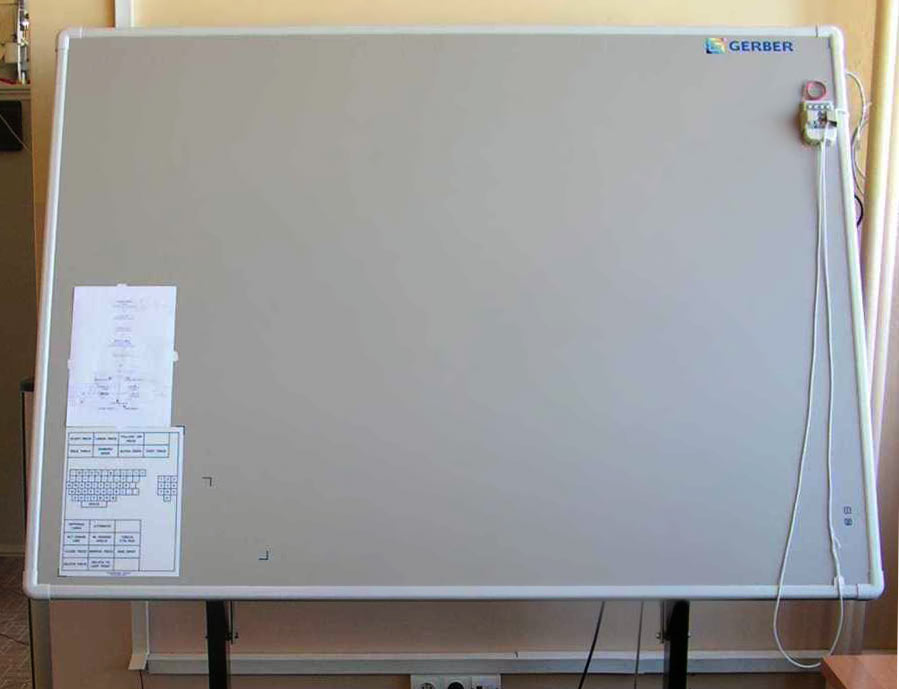
Digitaliseringsbord av märket Gerber.

Ett digitaliseringsbord är en typ av digitaliseringsutrustning (digitizer) som används för att överföra koordinater, positioner eller mätvärden till en digital representation. Det finns många typer av digitaliseringsbord och bordets utformning beror helt på vilken typ av koordinat, position eller information som ska överföras. 
Ett klassiskt exempel på användning av digitaliseringsbord var vid övergång från pappersritning till datorstödd produktion av ritningar (CAD) då detta var ett mycket vanligt hjälpmedel för att föra över en pappersritning till en digital ritning. En modern variant av detta kan man idag se i form av ett digitalt ritbord där en penna och ett ritbräde ersätter datormusen som inmatningsenhet. 